# Phymasterna rufocastanea
Phymasterna rufocastanea là một loài bọ cánh cứng trong họ Cerambycidae.